# 荒川優 (ミュージシャン)
荒川 優（あらかわ ゆう、1986年7月21日 - ）は、日本の元俳優で、ロックバンド「BACKDRAFT SMITHS」（バックドラフト・スミス）の元ボーカル兼ギタリスト。現在は映像制作業に携わっている。東京都出身。

## 略歴
俳優として『WATER BOYS』『純情きらり』などに出演。オスカープロモーション（劇団ぬるま湯）に所属。
2006年、ロックバンド「HI-GOD VOICE」を結成しボーカル、ギターを担当。
2013年、バンド名が「BACKDRAFT SMITHS」に改名。同年12月4日、シングル「I Wish」（テレビアニメ『最強銀河 究極ゼロ 〜バトルスピリッツ〜』オープニングテーマ）でメジャーデビュー（avex entertainment）。
2017年12月1日をもって「BACKDRAFT SMITHS」を脱退
現在は映像制作チームG.O.D FILMSの一員として映像制作業に携わっている。

## 俳優時代の出演

### テレビドラマ
- WATER BOYS（2003年、フジテレビ） - 優太(トビウオ三兄弟次男) 役
- 一番大切なデート 東京の空・上海の夢（2004年8月9日 - 12日、TBS） - ドーナツ屋バイト 役
- 契約結婚（2005年、東海テレビ） - 伊吹陽平 役
- 純情きらり（2006年、NHK） - 鮎川和之 役
- トップキャスター 第8話（2006年、フジテレビ） - 克己 役
- エリートヤンキー三郎（2007年、テレビ東京） - 新開洋一 役
- 安宅家の人々（2008年、東海テレビ） - 辰巳幸太郎 役
- 音女 第42回（2008年、テレビ朝日）

### 映画
- 青空のゆくえ（2005年9月17日、ムービーアイ・エンタテインメント） - クラスメイト 役
- 着信アリFinal（2006年6月24日、東宝） - 茂呂宗和 役
- アオグラ AOGRA（2006年10月28日、シネハウス） - 北川景治 役

### バラエティ
- 週刊こどもニュース（1999年4月 - 2002年3月、NHK総合） - 長男 優 役
- 双方向TV 地球ゴーラウンド（2004年、NHK BShi） - 3代目アシスタント

### 舞台
- 半生（2003年、北沢タウンホール）

### CM
- ケンタッキーフライドチキン（1998年6月）
- ベネッセ 進研ゼミ高校講座（2006年）